# Partecipanti alla Copenhagen Sprint maschile 2025
Elenco dei partecipanti alla Copenhagen Sprint 2025.
La Copenhagen Sprint 2025 è stata la prima edizione della corsa. Alla competizione presero parte ventiquattro squadre: dieci con licenza UCI World Tour 2025, tredici UCI ProTeam e una selezione nazionale.
Ciascuna delle squadre è composta da sette ciclisti (ad eccezione della TotalEnergies, composta da cinque), per un totale di 166 ciclisti accreditati alla partenza, di cui solo 155 hanno portato a termine la corsa.

## Corridori per squadra
Nota: R ritirato, NP non partito, FT fuori tempo, SQ squalificato
| Lidl-Trek               | Lidl-Trek                | Lidl-Trek               | Team Visma-Lease a Bike    | Team Visma-Lease a Bike    | Team Visma-Lease a Bike    | Alpecin-Deceuninck     | Alpecin-Deceuninck       | Alpecin-Deceuninck     |
| ----------------------- | ------------------------ | ----------------------- | -------------------------- | -------------------------- | -------------------------- | ---------------------- | ------------------------ | ---------------------- |
| Nº                      | Ciclista                 | Clas.                   | Nº                         | Ciclista                   | Clas.                      | Nº                     | Ciclista                 | Clas.                  |
| 1                       | Mads Pedersen            | 40º                     | 11                         | Olav Kooij                 | R                          | 21                     | Tobias Bayer             | 66º                    |
| 2                       | Daan Hoole               | 57º                     | 12                         | Niklas Behrens             | 153º                       | 22                     | Johan Price-Pejtersen    | 152º                   |
| 3                       | Patrick Konrad           | 91º                     | 13                         | Per Strand Hagenes         | NP                         | 23                     | Simon Dehairs            | 78º                    |
| 4                       | Jacopo Mosca             | 92º                     | 14                         | Daniel McLay               | 24º                        | 24                     | Tibor Del Grosso         | 15º                    |
| 5                       | Ryan Gibbons             | 82º                     | 15                         | Loe van Belle              | 121º                       | 25                     | Luca Vergallito          | 124º                   |
| 6                       | Bauke Mollema            | R                       | 16                         | Tosh Van Der Sande         | 120º                       | 26                     | Edward Planckaert        | 117º                   |
| 7                       | Mathias Vacek            | 94º                     | 17                         | Attila Valter              | 119º                       | 27                     | Jensen Plowright         | 27º                    |
| Red Bull-Bora-Hansgrohe | Red Bull-Bora-Hansgrohe  | Red Bull-Bora-Hansgrohe | Bahrain Victorious         | Bahrain Victorious         | Bahrain Victorious         | Uno-X Mobility         | Uno-X Mobility           | Uno-X Mobility         |
| Nº                      | Ciclista                 | Clas.                   | Nº                         | Ciclista                   | Clas.                      | Nº                     | Ciclista                 | Clas.                  |
| 31                      | Jordi Meeus              | 1º                      | 41                         | Phil Bauhaus               | 8º                         | 51                     | Søren Wærenskjold        | 10º                    |
| 32                      | Emil Herzog              | 154º                    | 42                         | Alberto Bruttomesso        | 59º                        | 52                     | Erlend Blikra            | 33º                    |
| 33                      | Filip Maciejuk           | 88º                     | 43                         | Robert Stannard            | 41º                        | 53                     | Stian Fredheim           | 32º                    |
| 34                      | Ryan Mullen              | 66º                     | 44                         | Žak Eržen                  | 56º                        | 54                     | Henrik Pedersen          | 39º                    |
| 35                      | Tim van Dijke            | 55º                     | 45                         | Oliver Stockwell           | 99º                        | 55                     | Carl-Frederik Bévort     | 46º                    |
| 36                      | Giovanni Aleotti         | 96º                     | 46                         | Matevž Govekar             | 54º                        | 56                     | Rasmus Bøgh Wallin       | 85º                    |
| 37                      | Nico Denz                | 129º                    | 47                         | Vlad Van Mechelen          | 77º                        | 57                     | Sakarias Koller Løland   | 64º                    |
| Cofidis                 | Cofidis                  | Cofidis                 | Israel-Premier Tech        | Israel-Premier Tech        | Israel-Premier Tech        | Tudor Pro Cycling Team | Tudor Pro Cycling Team   | Tudor Pro Cycling Team |
| Nº                      | Ciclista                 | Clas.                   | Nº                         | Ciclista                   | Clas.                      | Nº                     | Ciclista                 | Clas.                  |
| 61                      | Milan Fretin             | 135º                    | 71                         | Itamar Einhorn             | 42º                        | 81                     | Jacob Eriksson           | 53º                    |
| 62                      | Stanisław Aniołkowski    | 9º                      | 72                         | Hugo Hofstetter            | 137º                       | 82                     | Miká Heming              | 71º                    |
| 63                      | Valentin Ferron          | R                       | 73                         | Matis Louvel               | 73º                        | 83                     | Sebastian Kolze Changizi | 38º                    |
| 64                      | Alexis Renard            | 2º                      | 74                         | Krists Neilands            | 52º                        | 84                     | Alexander Krieger        | R                      |
| 65                      | Ludovic Robeet           | 126º                    | 75                         | Nadav Raisberg             | 50º                        | 85                     | Rick Pluimers            | 70º                    |
| 66                      | Damien Touzé             | 144º                    | 76                         | Michael Schwarzmann        | 63º                        | 86                     | Fabian Weiss             | 108º                   |
| 67                      | Paul Ourselin            | 37º                     | 77                         | Riley Pickrell             | 14º                        | 87                     | Maikel Zijlaard          | R                      |
| Intermarché-Wanty       | Intermarché-Wanty        | Intermarché-Wanty       | Team Jayco AlUla           | Team Jayco AlUla           | Team Jayco AlUla           | Q36.5 Pro Cycling Team | Q36.5 Pro Cycling Team   | Q36.5 Pro Cycling Team |
| Nº                      | Ciclista                 | Clas.                   | Nº                         | Ciclista                   | Clas.                      | Nº                     | Ciclista                 | Clas.                  |
| 91                      | Taco van der Hoorn       | 113º                    | 101                        | Dylan Groenewegen          | 7º                         | 111                    | Frederik Frison          | 138º                   |
| 92                      | Dries De Pooter          | 72º                     | 102                        | Robert Donaldson           | 68º                        | 112                    | Rory Townsend            | 145º                   |
| 93                      | Gijs Van Hoecke          | 44º                     | 103                        | Christopher Juul Jensen    | 130º                       | 113                    | Emīls Liepiņš            | 20º                    |
| 94                      | Hugo Page                | 6º                      | 104                        | Luka Mezgec                | 101º                       | 114                    | Matteo Moschetti         | 115º                   |
| 95                      | Tom Paquot               | 112º                    | 105                        | Kelland O'Brien            | 155º                       | 115                    | Giacomo Nizzolo          | 103º                   |
| 96                      | Alexy Faure Prost        | 151º                    | 106                        | Elmar Reinders             | 48º                        | 116                    | Nicolò Parisini          | 18º                    |
| 97                      | Laurenz Rex              | 11º                     | 107                        | Anders Foldager            | 143º                       | 117                    | Kamil Małecki            | 83º                    |
| Arkéa-B&B Hotels        | Arkéa-B&B Hotels         | Arkéa-B&B Hotels        | TotalEnergies              | TotalEnergies              | TotalEnergies              | Team Picnic PostNL     | Team Picnic PostNL       | Team Picnic PostNL     |
| Nº                      | Ciclista                 | Clas.                   | Nº                         | Ciclista                   | Clas.                      | Nº                     | Ciclista                 | Clas.                  |
| 121                     | Arnaud Démare            | 4º                      | 133                        | Rayan Boulahoite           | 140º                       | 141                    | Tobias Lund Andresen     | 5º                     |
| 122                     | Giosuè Epis              | 79º                     | 134                        | Fabien Doubey              | 132º                       | 142                    | Julius van den Berg      | R                      |
| 123                     | Donavan Grondin          | R                       | 135                        | Émilien Jeannière          | 3º                         | 143                    | Bjoern Koerdt            | 76º                    |
| 124                     | Léandre Lozouet          | 104º                    | 136                        | Lorrenzo Manzin            | 102º                       | 144                    | Enzo Leijnse             | 122º                   |
| 125                     | Luca Mozzato             | 19º                     | 137                        | Geoffrey Soupe             | 90º                        | 145                    | Romain Combaud           | 125º                   |
| 126                     | Miles Scotson            | 98º                     |                            |                            |                            | 146                    | Niklas Märkl             | 47º                    |
| 127                     | Florian Sénéchal         | 49º                     | 147                        | Bram Welten                | R                          |                        |                          |                        |
| Lotto                   | Lotto                    | Lotto                   | Caja Rural-Seguros RGA     | Caja Rural-Seguros RGA     | Caja Rural-Seguros RGA     | Unibet Tietema Rockets | Unibet Tietema Rockets   | Unibet Tietema Rockets |
| Nº                      | Ciclista                 | Clas.                   | Nº                         | Ciclista                   | Clas.                      | Nº                     | Ciclista                 | Clas.                  |
| 151                     | Elia Viviani             | 34º                     | 161                        | Daniel Babor               | 131º                       | 171                    | Kevin Inkelaar           | 118º                   |
| 152                     | Cédric Beullens          | 51º                     | 162                        | Alex Molenaar              | 28º                        | 172                    | Davide Bomboi            | 139º                   |
| 153                     | Jarrad Drizners          | 97º                     | 163                        | Javier Ibáñez              | 107º                       | 173                    | Martijn Budding          | 21º                    |
| 154                     | Milan Menten             | 17º                     | 164                        | Iúri Leitão                | 65º                        | 174                    | Andreas Stokbro          | 86º                    |
| 155                     | Liam Slock               | 134º                    | 165                        | Eduard Prades              | 61º                        | 175                    | Sebastian Nielsen        | 23º                    |
| 156                     | Lorenz Van de Wynkele    | 136º                    | 166                        | Jakub Otruba               | 60º                        | 176                    | Charles Paige            | 106º                   |
| 157                     | Baptiste Veistroffer     | 109º                    | 167                        | Joseba López               | 110º                       | 177                    | Abram Stockman           | 36º                    |
| Burgos-Burpellet-BH     | Burgos-Burpellet-BH      | Burgos-Burpellet-BH     | Solution Tech Vini Fantini | Solution Tech Vini Fantini | Solution Tech Vini Fantini | Team Polti VisitMalta  | Team Polti VisitMalta    | Team Polti VisitMalta  |
| Nº                      | Ciclista                 | Clas.                   | Nº                         | Ciclista                   | Clas.                      | Nº                     | Ciclista                 | Clas.                  |
| 181                     | Rodrigo Álvarez          | 81º                     | 191                        | Kristian Sbaragli          | 80º                        | 201                    | Davide Bais              | 62º                    |
| 182                     | Antonio Angulo           | 30º                     | 192                        | Joann Rolando              | 147º                       | 202                    | Giovanni Lonardi         | 16º                    |
| 183                     | Daniel Cavia             | 141º                    | 193                        | Felix James Meo            | 148º                       | 203                    | Mirco Maestri            | 29º                    |
| 184                     | George Jackson           | 146º                    | 194                        | Tommaso Nencini            | 128º                       | 204                    | Manuel Peñalver          | 13º                    |
| 185                     | Vojtěch Kmínek           | 133º                    | 195                        | Dušan Rajović              | 25º                        | 205                    | Andrea Pietrobon         | 74º                    |
| 186                     | David Martín             | 142º                    | 196                        | Luca Verrando              | 114º                       | 206                    | Diego Pablo Sevilla      | 35º                    |
| 187                     | Ángel Fuentes            | 31º                     | 197                        | Attilio Viviani            | 84º                        | 207                    | Samuele Zoccarato        | 95º                    |
| Euskaltel-Euskadi       | Euskaltel-Euskadi        | Euskaltel-Euskadi       | Team Flanders-Baloise      | Team Flanders-Baloise      | Team Flanders-Baloise      | Danimarca              | Danimarca                | Danimarca              |
| Nº                      | Ciclista                 | Clas.                   | Nº                         | Ciclista                   | Clas.                      | Nº                     | Ciclista                 | Clas.                  |
| 211                     | Jon Aberasturi           | R                       | 221                        | Vince Gerits               | 93º                        | 231                    | Kasper Asgreen           | 100º                   |
| 212                     | Xabier Berasategi        | 26º                     | 222                        | Brem Deman                 | 67º                        | 232                    | Mads Andersen            | 127º                   |
| 213                     | Paul Hennequin           | 22º                     | 223                        | Yentl Vandevelde           | 87º                        | 233                    | Niklas Larsen            | 43º                    |
| 214                     | Iker Bonillo             | 58º                     | 224                        | Siebe Deweirdt             | R                          | 234                    | Casper Pedersen          | 45º                    |
| 215                     | Andoni López de Abetxuko | 123º                    | 225                        | Milan Lanhove              | 105º                       | 235                    | Rasmus Søjberg Pedersen  | 12º                    |
| 216                     | Gotzon Martín            | 75º                     | 226                        | Ward Vanhoof               | 89º                        | 236                    | Alexander Salby          | 150º                   |
| 217                     | Louis Sutton             | 111º                    | 227                        | Victor Vercouillie         | 116º                       | 237                    | Joshua Gudnitz           | 149º                   |